# James Abourezk

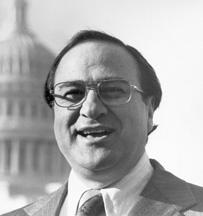
James George Abourezk

James George Abourezk (* 24. Februar 1931 in Wood, Mellette County, South Dakota; † 24. Februar 2023 in Sioux Falls, South Dakota) war ein US-amerikanischer Politiker (Demokratische Partei). Er war von 1971 bis 1973 Mitglied des US-Repräsentantenhauses und anschließend von 1973 bis 1979 US-Senator für den Bundesstaat South Dakota.

## Frühe Jahre
Geboren am 24. Februar 1931 als Kind christlicher libanesischer Eltern, lebte Abourezk die meiste Zeit seines Lebens in South Dakota. Zwischen 1948 und 1952 diente er im Koreakrieg in der US Navy. Anschließend absolvierte er die „South Dakota School of Mines“ in Rapid City im Jahr 1961 als Bauingenieur. Danach erreichte er einen höheren akademischen Grad an der Rechtsfakultät der University of South Dakota in Vermillion im Jahr 1966. Anschließend eröffnete er eine Anwaltspraxis in Rapid City. Nach seiner politischen Tätigkeit arbeitete er wieder als Rechtsanwalt und Schriftsteller in Sioux Falls.

## Politik
Abourezk wurde als Demokrat ins Repräsentantenhaus der Vereinigten Staaten gewählt und vertrat dort von 1971 bis 1973 den 2. Kongresswahlbezirk von South Dakota. Anschließend wurde er in den Senat der Vereinigten Staaten gewählt, wo er bis 1979 verblieb. Karl Earl Mundt war im Senat sein Vorgänger und Larry Pressler sein Nachfolger, als er beschloss, nicht für eine Wiederwahl anzutreten. Im Senat fungierte er als Vorsitzender des Senatsausschusses für Indianische Angelegenheiten und der Amerikanisch-Indianischen Richtlinienüberarbeitungskommission. Er erwarb sich großes Ansehen als ein „Einzelkämpfer“, der den politischen status quo in Frage stellte.

## Buchautor
Im Jahr 1980 gründete Abourezk das Amerikanisch-Arabische Anti-Diskriminierungs-Komitee, eine Graswurzel-Zivilrechts-Organisation, die sich für die Rechte arabischstämmiger Amerikaner einsetzt und eine ausgewogene Außenpolitik der Vereinigten Staaten für den Nahen Osten anregt. Im Jahr 1989 schrieb er das Buch Advise and Dissent: Memoirs of South Dakota and the U.S. Senate, außerdem ist er der Co-Autor von „Through Different Eyes: Two Leading Americans – a Jew and an Arab – Debate U.S. Policy in the Middle East.“ (Betrachtet aus verschiedenen Perspektiven: Zwei führende Amerikaner – ein Jude und ein Araber – debattieren US-Politik für den Nahen Osten.)

## Bekanntheit
Ein im April 2006 im Magazin Counterpunch erschienenes Interview mit Abourezk veröffentlichte dessen Bezeichnung der Gruppen Hamas und Hisbollah als „Widerstandskämpfer“ und weiterhin dessen Einschätzung, dass US-Amerikas Unterstützung von Israel nur deswegen Bestand hätte, weil „der Kongress sehr stark abhängig vom Geld von radikalen Zionisten“ sei.
Einer breiteren Öffentlichkeit ist Abourezk dadurch bekannt geworden, dass ein Brief veröffentlicht wurde, den er im Dezember 2006 geschrieben hatte:

„Ich kann Dir aus eigenem Erleben sagen, dass zumindest im Kongress die Unterstützung, die Israel in dieser Institution hat, komplett auf großer Angst vor Niederlage eines Jeden beruht, der nicht das macht, was Israel getan zu haben wünscht. Weiterhin kann ich dir mitteilen, dass – zumindest in der Zeit, als ich dort tätig war – sehr wenige Kongressmitglieder irgendeine Zuneigung für Israel oder seine Lobby besaßen. Was sie haben, ist Verachtung, aber die bleibt im Verborgenen, aus Furcht, dass exakt herausgefunden werden könnte, wie sie wirklich fühlen. Ich habe zu viele Waschraum-Gespräche mitangehört, in denen Senatsmitglieder ihren verbitterten Gefühlen Ausdruck gaben, wie sie durch diese Lobby herumgeschubst wurden, anders zu denken. Privat hört man den Widerwillen gegenüber Israel und die Taktiken dieser Lobby, aber keiner von ihnen ist bereit, sich den Hass dieser Lobby dadurch zuzuziehen, dass sie ihre Gefühle öffentlich machen würden. … Ich glaube, dass die Entziehung und insbesondere ein Abschneiden von US-Hilfe an Israel sofort bewirken würde, dass Israel die West Bank aufgeben und den Gazastreifen den Palästinensern überlassen würde. Solcher Druck würde wirken, denke ich mir, weil die israelische Öffentlichkeit in der Lage sein würde zu ermitteln, was ihr Elend hervorruft und fordern, dass ein sofortiges Friedensübereinkommen mit den Palästinensern zu schließen wäre.“

## Veröffentlichungen
- Advise and Dissent: Memoirs of South Dakota and the U.S. Senate (ISBN 1-55652-066-2)
- Through Different Eyes: Two Leading Americans – a Jew and an Arab – Debate U.S. Policy in the Middle East
- The Relentless Israeli Propaganda Machine – Penthouse Februar 1978. (PDF; 0,6 MB) cia.gov